# Ludwig Derleth

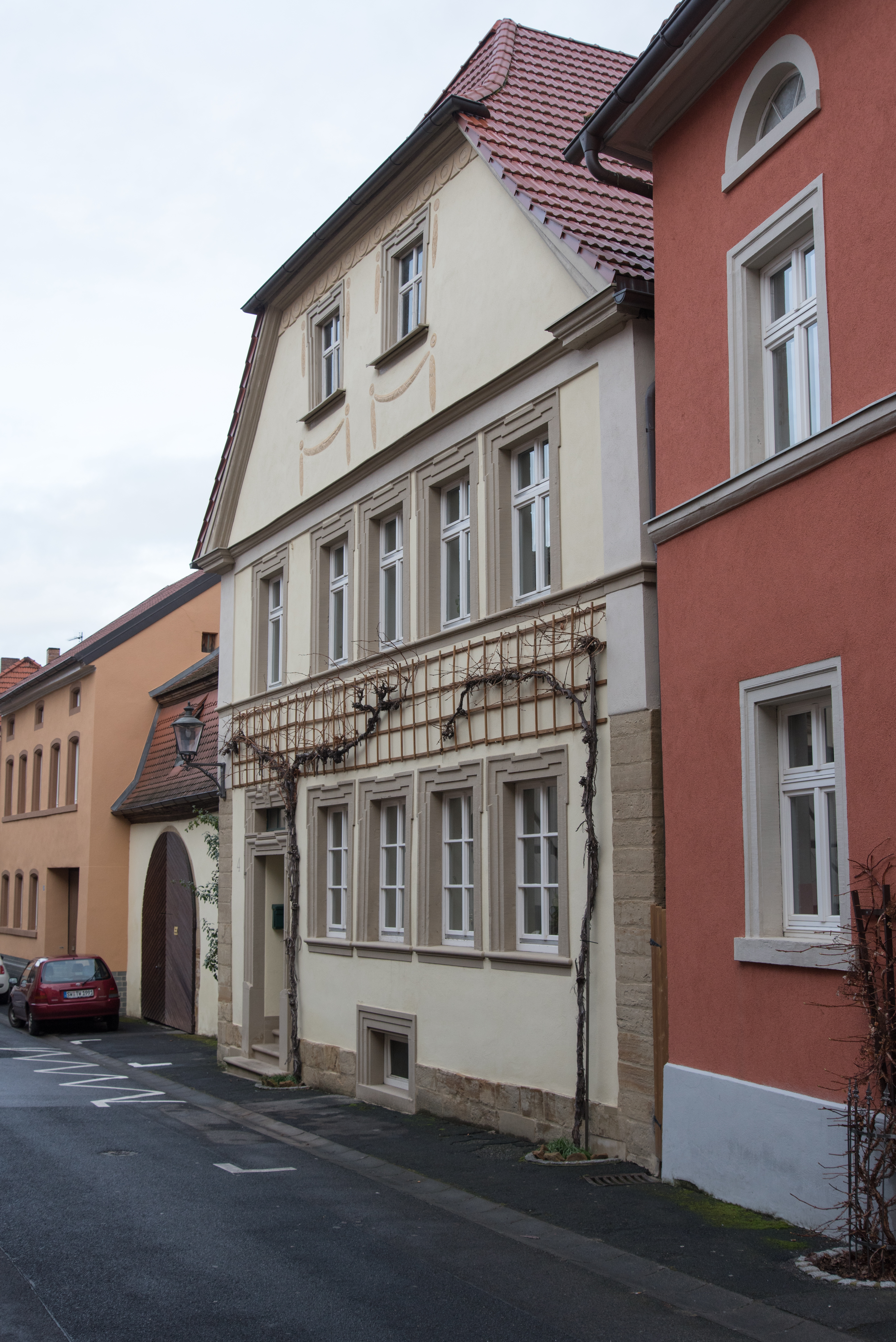
Maison natale de Derleth à Gerolzhofen

Ludwig Derleth (né le 3 novembre 1870 à Gerolzhofen; † 13 janvier 1948 à San Pietro di Stabio, dans le Tessin) est un écrivain mystique allemand de la première moitié du XXe siècle.

## Biographie
Après des études de littérature et de philosophie, il enseigne les lettres classiques dans un lycée de Munich. Il fait la connaissance de Stefan George et rallie le Cercle Cosmique d'Alfred Schuler (de) et de Ludwig Klages. Il mène ensuite une vie d’écrivain itinérant, entre Rome, Bâle, Perchtoldsdorf-près-Vienne avant de se retirer dans le Tessin en 1935.
Ses premiers poèmes sont publiés dans le recueil « Feuilles pour l'art » (Blätter für die Kunst) et paraissent dans la revue poétique Pan. Il se consacre avec passion au renouveau de la foi catholique et au rétablissement de ses valeurs, qu'il chante dans un manifeste reprenant les accents du Zarathoustra de Nietzsche, Proklamationen (1904). Son chef d’œuvre, Der fränkische Koran (1932) est consacrée au « pèlerinage de l'âme humaine d'un dieu à l'autre », qui décrit son propre itinéraire spirituel, et dont il poursuit la composition pendant près de 40 ans.
Il entretient une correspondance suivie à partir de 1920 avec la théosophe néerlandaise Olga Fröbe-Kapteyn. L'école de sa ville natale porte aujourd'hui son nom.

## Œuvre

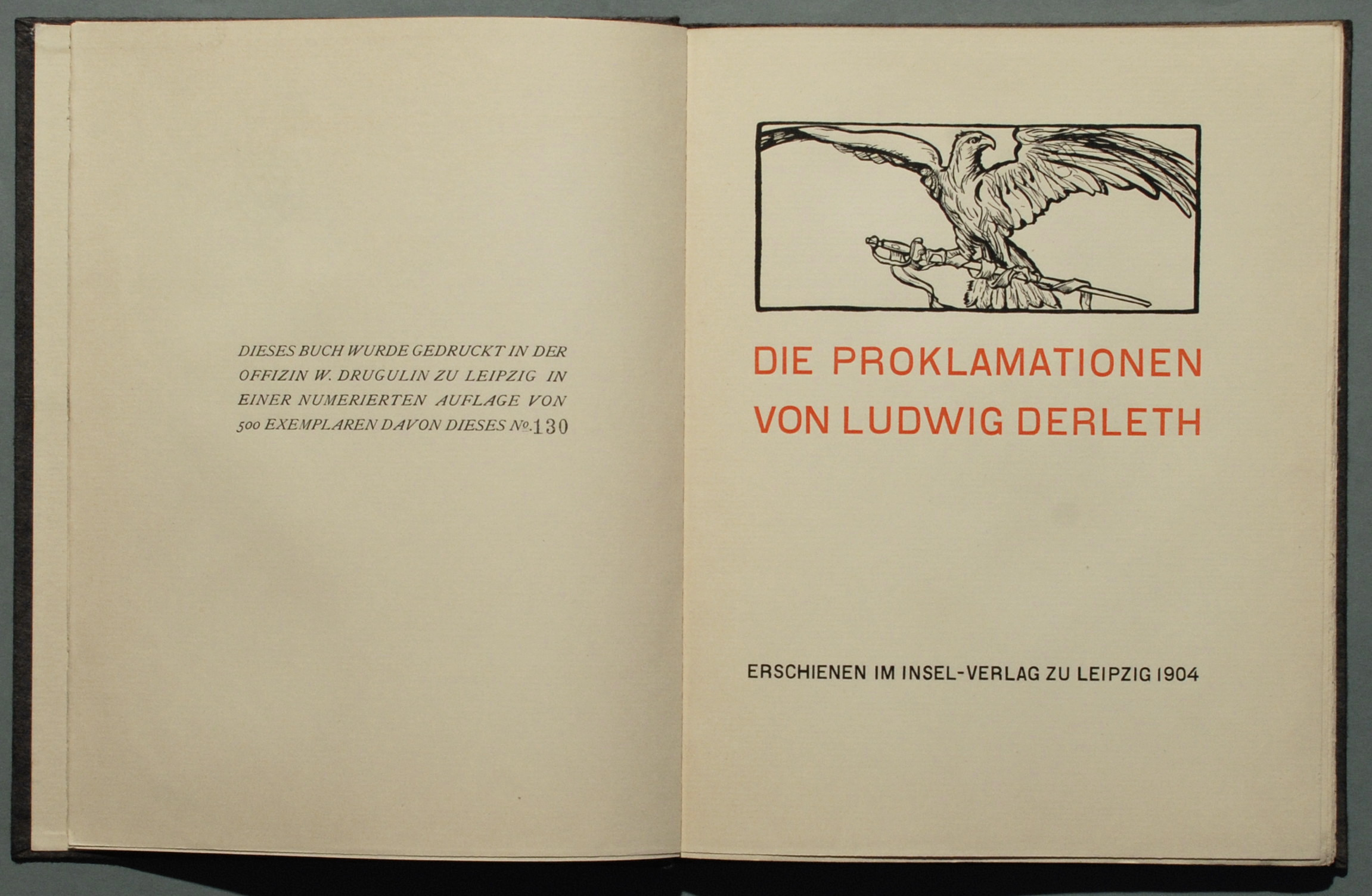
Ludwig Derleth, Die Proklamationen, frontispice de la première édition.

Parmi ses autres écrits, il convient de citer : « Les Âges de la Vie » (Die Lebensalter, recueil de poèmes de 1937), « Les Noces séraphiques » (Seraphinische Hochzeit, 1939) et Der Tod des Thanatos (1945).
Derleth a probablement inspiré à Thomas Mann certains personnages de ses romans Chez le prophète, Gladius Dei (de) et Le Docteur Faustus.